# Spätbarocke Städte des Val di Noto
Die Spätbarocken Städte des Val di Noto bilden eine Gruppe von Städten im Val di Noto im südöstlichen Sizilien, die ein einheitliches Ensemble des Spätbarocks bilden. Dazu zählen die Städte Catania, Caltagirone, Militello in Val di Catania, Modica, Noto, Palazzolo Acreide, Ragusa und Scicli.
Diese Orte wurden durch das Erdbeben auf Sizilien 1693 fast vollständig zerstört. Durch ihren zeitgleichen Wiederaufbau bieten sie ein umfangreiches Beispiel des sizilianischen Barocks und weisen einen weitgehend einheitlichen urbanen und architektonischen Charakter auf.
Auf Grund dieser besonderen Architektur erklärte die UNESCO die spätbarocken Städte des Val di Noto 2002 zum Weltkulturerbe mit der Begründung,
„dass diese Gruppe von Städten im Südosten Siziliens ein herausragendes Zeugnis für den überschwänglichen Genius spätbarocker Kunst und Architektur bietet. Die Städte des Val di Noto stellen den Höhepunkt und die letzte Blütezeit der Barockkunst in Europa dar. Die außergewöhnliche Qualität der spätbarocken Kunst und Architektur im Val di Noto liegt in ihrer geografischen und chronologischen Homogenität sowie in ihrem Ausmaß, das ein Ergebnis des Erdbebens von 1693 in dieser Region ist. Die acht Städte im Südosten Siziliens, die charakteristisch für das Siedlungsmuster und die Stadtform dieser Region sind, sind ständig durch Erdbeben und Ausbrüche des Ätna bedroht.“